# 塞纳河

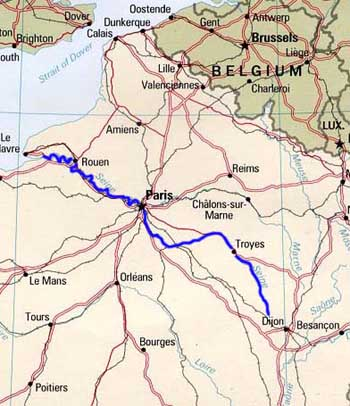
塞纳河流域示意图

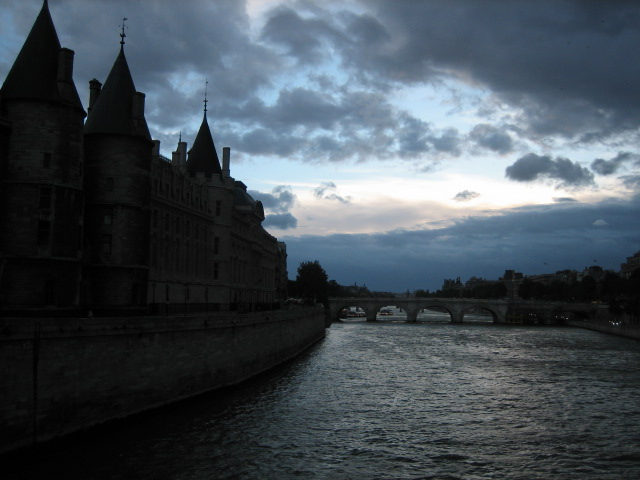
傍晚的塞纳河

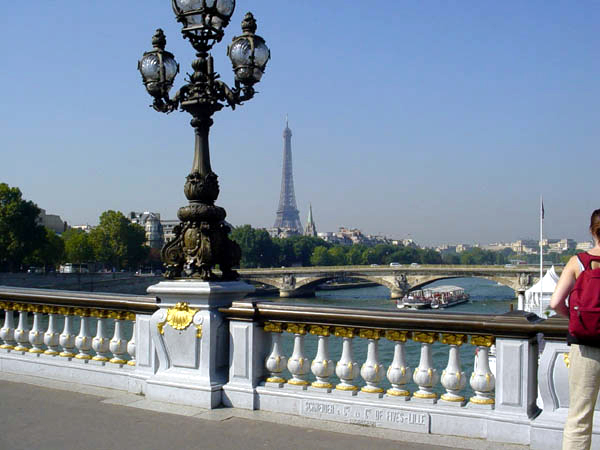
从亚历山大三世桥看塞纳河

塞纳河（法語：Seine，法語發音：[sɛn] ⓘ）是流经巴黎市中心的法国第二大河，全长780公里，流域面积7.8万平方公里，平均流量500立方米每秒（18,000立方英尺每秒）。跨越它的大桥有亚历山大三世桥、新橋、艺术桥、阿尔马桥、比尔哈凯姆桥、耶拿桥等。
1991年，塞纳河沿岸地区被联合国教科文组织列为世界文化遗产。
2024年，巴黎奥运会开幕式的代表团船队游行在塞纳河举办。

## 地理位置
塞纳河主流源头位于勃艮第地区，科多尔省的首府第戎西北30公里的朗格勒高原，流经奥布省的首府特鲁瓦，穿过巴黎市中心，经过诺曼底的鲁昂，到达勒阿弗尔入海，流入拉芒什海峡（英语称为英吉利海峡）。
北部支流有马恩河、瓦兹河、奧布河；南部支流有約訥河、厄尔河。通过17世纪-18世纪修建的运河，可以沟通莱茵河的支流默兹河，法国南部主要河流罗讷河的支流索恩河，以及法国第一大河卢瓦尔河，吃水浅的船只可以直接航行到比利时、德国和地中海。上游马恩河和奧布河流域是香槟酒的主要产区。
塞纳河流域地勢平坦，在从巴黎到河口的365公里，坡降只有24米，因此水流缓慢，利于航行，是法国北部的重要交通要道。整个流域降水量为630-760毫米，平均流量为280立方米/秒，夏季水位低，冬季水位高。上游建有几座水庫，调节流量，但主要是为下游城市用水蓄水，巴黎的1/2用水，勒阿弗尔和鲁昂的3/4用水，都来自塞纳河。

## 流域

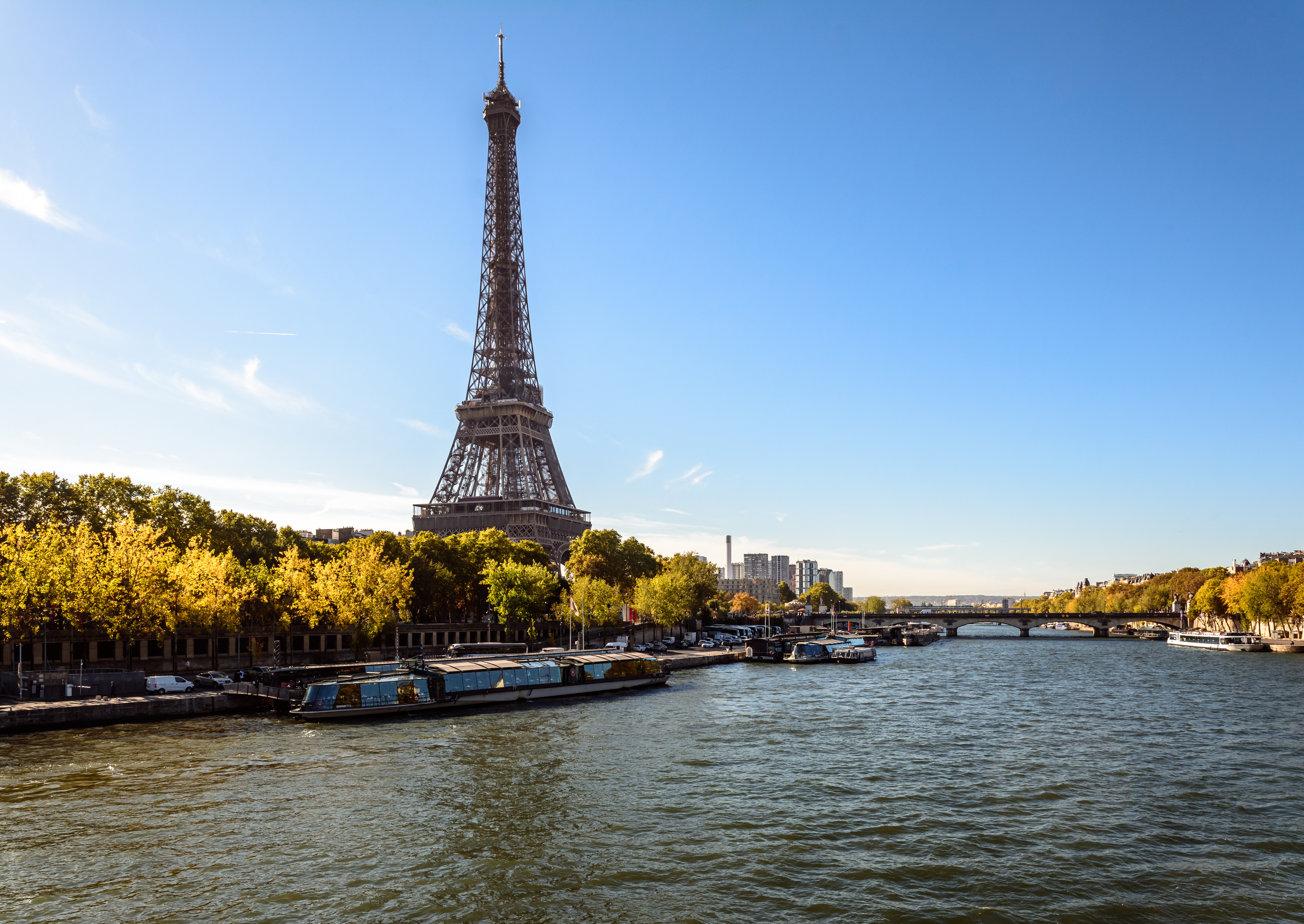
艾菲爾鐵塔和塞纳河

流域面積78,910平方公里，其中2％為森林和78％為耕地。除巴黎外，塞納河流域的其他三個城市（勒阿弗尔，鲁昂，兰斯）的人口均超過10萬。而城市每年有0.2％的增长率，而人口密度為每平方公里201人。
塞纳河流经巴黎市中心，河道被人工石砌的河堤约束，这些河堤于1991年被联合国教科文组织列为世界遗产名录。法国人（以河水流动方向为前方）将塞纳河北岸称作右岸，南岸为左岸。
巴黎市中心，塞纳河中坐落着西岱岛，是塞纳河沿岸最早有人群定居的地方，大约公元前250年，最早的部落叫“巴黎”人就已经在此定居，以后的巴黎市是以此岛为中心逐渐发展起来的，目前巴黎市的分区也是从西岱岛开始，西岱岛西半和右岸部分为第一区，然后顺时针展开一共分为20个区。從1923年起，人們不能在塞納河戲水游泳。1968年以前，巴黎周围地区为塞纳省，由于人口逐渐集中到巴黎周围，1968年，将这一地区划分为四个省：上塞纳省；塞纳-圣但尼省，塞纳-马恩省和巴黎省。巴黎省只剩下外环线以内的区域和外环线以外的东西两座森林公园。
巴黎市境内，众多桥梁横跨塞纳河，尤以俄國皇帝尼古拉二世赠送的，以他父亲命名的亚历山大三世桥最为辉煌壮观。法国的许多重要文物建筑都围绕着塞纳河两岸，如：卢浮宫、荣军院、先贤祠、奥赛博物馆、爱丽舍宫、艾菲爾鐵塔和凯旋门。塞纳河也孕育了许多世界闻名的文化名人，也是巴黎这座文化名城的母亲河。

## 天災
2016年6月，因為連日大雨導致塞納河水位暴漲而波及市區道路與電車軌道。塞納河的水位預計當地時間3日中午達到最高，巴黎警方2日將附近區域的洪水警戒層級提高到最二高的「橘色」，意味洪水可能對建築物與民眾帶來衝擊。所幸此次洪水於數日之後便漸漸地消退，這一場洪災是三十年以來最為嚴重的一回。

## 水質問題
由於巴黎及其周邊地區工業、農業和城市人口的集中，塞納-诺曼底流域受到的人類影響是法國所有水文流域中最嚴重的。與大多數歐洲其他大型河流相比，塞納河稀釋城市污水和農田徑流的能力非常低。從巴黎到河口，低氧含量、高濃度氨、亚硝酸盐和糞便細菌一直是一個多世紀以來的問題。1960年代氮肥的出現標誌著農業污染的加劇，這是由於先前隨著人口增長而擴大的土地利用變化所造成的。從19世紀起，巴黎附近和瓦兹河沿岸的重工業就一直排放着幾乎未經處理的廢水，導致河流中毒素濃度升高，而這種現象直到20世紀80年代末才得到正視。法國針對水質問題的主要法律分別於1898年、1964年、1996年及2006年通過。
20世紀初，大部分生活污水被用作附近農田的肥料。隨著人口的增長，農業已無法完全吸納這些廢水。1940年開始大規模興建污水处理厂以滿足需求；然而，到1970年，約60%的城市污水未經處理就流入河流。由此造成的氧气耗盡使魚類數種類少到3種。2000年代初，根據水框架指令採取的措施導致有机碳、磷和铵的顯著減少，從而減少了浮游植物大量繁殖的發生和嚴重程度。持續的污水處理廠建設和新的處理方法改善了環境條件。至2020年代初，魚類種類已經恢復至32種。
巴黎的污水系統會定期出現被稱為「下水道溢出」的情況，通常發生在降雨量較多的季節。在這種情況下，未經處理的住宅和工業污水被排入塞納河以防止回流。這在很大程度上要歸咎於巴黎自19世紀以來的「單一系統」排水設計，該設計將街道徑流和污水結合在一起。塞納河中的重金属濃度亦因此而較高。
2015年，巴黎啟動了一項名為「游泳計劃」、耗資14億歐元（15.5億美元）的清理計劃，旨在確保河流在2024年夏季奥运会期間安全使用。該項目包括建造一個盆地來儲存雨水，然後將雨水緩慢排放到下水道系統中，以防止溢出。該計畫還要求到2025年開設多個公共游泳區，藉此終結1923年以來因水質污染而實施的長達102年的禁令。
2024年，因降雨的缘故，塞纳河的水质在铁人三项比赛期间未达预期，7月28日，当天上午举行的铁人三项游泳训练活动取消；7月30日，原定的男子铁人三项比赛延期一天举行；7月31日，塞纳河水质检测报告显示，河中细菌含量明显下降，男女铁人三项比赛成功进行。
2025年7月，塞纳河重新面向公众开放游泳，结束近100年的禁令。

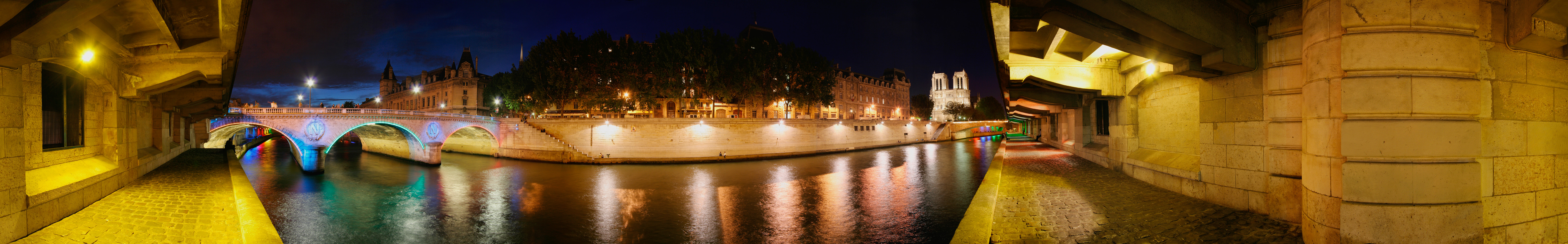
巴黎塞纳河360度全景照片